# Calcio a 5
Il calcio a 5 è uno sport di squadra, derivante dal calcio, che ha avuto origine in Uruguay, dove è tradizionalmente conosciuto come fútbol de salón (e colloquialmente fútbol sala).
Internazionalmente è conosciuto come futsal, parola macedonia latina che deriva dalla contrazione dei termini fútbol/futebol ("calcio") e sala/salón/salão ("salone", inteso come struttura sportiva coperta).
Il termine calcio a 5 è la traduzione italiana del termine football five e serviva originalmente per distinguere la versione del gioco messo a punto e sviluppato dalla FIFA dalla metà degli anni 1980 in poi, dalla versione originale così definita a partire dal secondo dopoguerra in Sud America.

## Etimologia
Nei primi anni, la disciplina era nota in Italia come "calcetto", come testimoniano le denominazioni delle prime federazioni nazionali (Federazione Italiana Calcetto e Lega Italiana Calcetto). Successivamente, con l'affermazione del "five-a-side football" proposto dalla FIFA, finì per imporsi il calco linguistico "calcio a 5". Con l'avvento del nuovo millennio ha preso piede anche nell'italiano la parola "futsal" per definire il "calcio a 5", mentre per quanto riguarda il gioco del futbol de salón, gestito dalla AMF, viene in genere tradotto come "calcio da sala".

## Storia

### La fondazione e la scelta delle regole
Il futsal nacque nell'anno 1930, quando un professore della ACM di Montevideo, Juan Carlos Ceriani, spinto dall'esigenza di far giocare gli studenti in una piccola palestra, o sui campi di pallacanestro ed hockey (all'aperto), ne ideò la formula. Il suo obiettivo era quello di ideare un gioco di squadra che potesse essere praticato sia all'aperto che in strutture coperte, sfruttando i già diffusi campi di pallacanestro, ma che ricordasse da vicino il calcio, che in quegli anni godeva di una smisurata popolarità in Uruguay, dopo che la nazionale aveva vinto i Mondiali del 1930 e le Olimpiadi del 1924 e del 1928.
Ceriani assemblò le prime regole basandosi sul principio del gioco del calcio, ovvero sulla possibilità di giocare la sfera con tutto il corpo a eccezione degli arti superiori, ma aggiungendo molti elementi di pallamano, pallanuoto e pallacanestro: da quest'ultimo mutuò il numero di giocatori (cinque) e la durata dei tempi (40 minuti); dalla pallanuoto le regole del portiere, e dalla pallamano le dimensioni del campo e della porta (3 metri di larghezza per 2 di altezza).
La codifica delle regole avvenne nel 1933; fin dagli esordi la disciplina godette di una forte e rapida diffusione nell'America meridionale e soprattutto in Brasile, grazie al fatto che un gioco simile, seppur non codificato, veniva praticato abitualmente in strada dai ragazzi. Fu il giovane João Lotufo, appena rientrato dall'Uruguay, a importare e adattare il gioco alle esigenze dell'educazione fisica di cui era stato insegnante presso il Ginásios de Esportes presso Pocitos, un sobborgo di Montevideo.

### Il gioco in Brasile

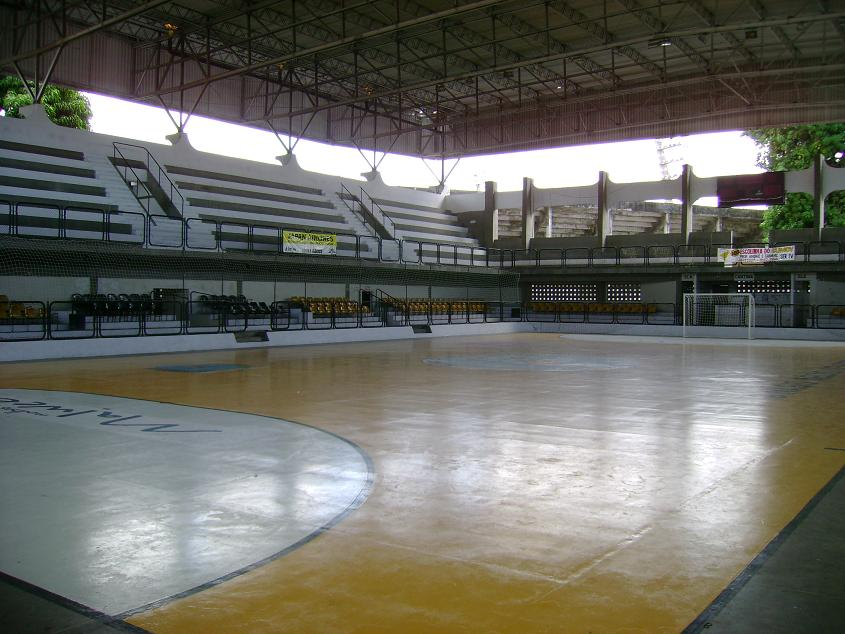
Il Gimnasio Aecio de Borba di Fortaleza, sede di gioco del Sumov, considerata la squadra più forte del mondo negli anni settanta

Lotufo, tornato in patria, stabilì il primo punto di educazione a questo sport nell'A.C.M. – Centro de São Paulo. Inizialmente le regole del gioco erano confuse e non uniformi in tutto il paese: nei due decenni del '30 e del '40, nelle ACM del Brasile, si disputavano tornei di questo "calcio" non solo a 5, ma anche a 6 o a 7 giocatori per squadra. Nel 1949 il Segretario all'Educazione Fisica (Secretário de Educação Física) Asdrúbal do Nascimento, mise a punto un libretto che si proponeva di unificare le regole di questo sport. Nel 1952 fu unificato il torneo di tale sport presieduto dalla ACM per opera di Habib Mahfuz, in cui entrarono a far parte formazioni come il Tênis Clube Paulista e l'Associação Atlhética São Paulo, la prima lega fu chiamata Liga de Futebol de Salão.
La creazione di un torneo unico per il calcio a cinque attirò anche un certo interesse dei media, in particolare dei giornalisti Raul Tabajara e José Antônio Inglêz, della Gazeta Esportiva, Inglêz è accreditato come il primo a coniare l'acronimo "Futsal" per definire tale sport. Nel 1954 venne fondata la Federação Metropolitana de Futebol de Salão, poi diventata Federação de Futebol de Salão do Estado do Rio de Janeiro; nel 1955 fu fondata la Federação Paulista de Futebol de Salão. Nel 1956, Luiz Gonzaga de Oliveira, della Federação Paulista de Futebol de Salão scrisse il primo libro delle regole, posteriormente adottato dalla FIFUSA (Federação Internacional de Futebol de Salão). Verso la fine del decennio si costituirono altre federazioni, non sempre uniformi nel tipo di regolamento da applicare: nel 1958 le federazioni di San Paolo e Rio de Janeiro erano ancora in disputa per decidere il regolamento ufficiale, di cui si occupò direttamente quell'anno la Confederação Brasileira de Desportos.

### I primi organismi internazionali
La prima denominazione del gioco fu fútbol de salón nei paesi sudamericani di lingua ispanica, mentre in Brasile esso prese piede con il nome di futebol de salão. Nel 1965 si formò il primo organismo internazionale per il governo di questo sport, ad Asuncion in Paraguay venne fondata la Confederación Sudamericana de Fútbol de Salón, che nello stesso anno indisse il primo torneo continentale per squadre nazionali e non, che si svolse nella medesima Asuncion e vide i padroni di casa del Paraguay battere il Brasile.
Nel 1971 fu poi fondata la Federação Internacional de Futebol de Salão (FIFUSA), a San Paolo. L'istituzione contava 32 paesi partecipanti che praticavano questo sport con la modalità brasiliana. il primo presidente fu João Havelange, il primo segretario, invece, Luiz Gonzaga de Oliveira. Il Brasile si avviava a dominare il calcio a 5, con la sua squadra nazionale che vinceva due successive edizioni del Campeonato Sul-Americano, e replicava le vittorie per tutto il decennio nelle edizioni del 1973, 1975, 1976, 1977, 1979. Quest'ultimo anno segna anche la nascita della Confederação Brasileira de Futebol de Salão, in data 15 giugno: ne facevano parte le federazioni degli stati di Ceará, Rio de Janeiro, San Paolo, Espirito Santo, Sergipe, Amazonas, Pernambuco, Maranhão, Bahia, Paraíba, Mato Grosso, Brasília, Acre, Minas Gerais, Rio Grande do Sul, Paraná, Santa Catarina, Rio Grande do Norte, Amapá, Alagoas e Goiás.

### La gestione FIFUSA dagli anni settanta agli anni ottanta
La FIFUSA si dedicò alla crescita di questo sport anche successivamente al passaggio di Havelange alla FIFA; il successivo presidente fu Waldir Nogueira Cardoso, eletto nel 1975, che organizzò i campionati panamericani a partire dal 1980. In quello stesso anno fu eletto un nuovo presidente nella figura di Januário D'Aléssio Neto, dirigente del Palmeiras, che traghettò lo sport verso il riconoscimento mondiale anche di organismi sovranazionali di sport, venne istituito un campionato del mondo la cui prima edizione venne disputata nel 1982 in Brasile e fu vinta dai padroni di casa per 1-0 sul Paraguay al Ginásio do Ibirapuera davanti a 11.829 paganti. I primi campioni del mondo furono Beto, Pança, Barata, Paulinho, Leonél, Paulo César, Carlos Alberto, Miral, Branquinho, Cacá, Paulo Bonfim, Jorginho, Douglas, Jackson e Walmir.
La FIFUSA iniziò a lavorare per portare il grande evento anche in Europa. Fu scelta la Spagna per disputare la fase finale del 1985, a cui parteciparono 12 formazioni. Il 27 ottobre 1985, davanti a 12 000 persone, il Brasile si riconfermò campione battendo i padroni di casa per 3-1. La grande risposta di pubblico e l'interesse mediatico (TVE riprese l'evento in diretta) diedero le dimensioni della crescita di questo sport, su cui la FIFA stava lavorando sin dall'inizio del decennio nella prospettiva di inglobarlo tra le sue attività. A tal proposito, nel biennio che andò dal 1986 al 1987 si disputarono tre tornei internazionali sotto l'egida della FIFA, chiamati FIFA Futsal Tournament, una sorta di minitornei mondiali in cui furono invitate dapprima otto formazioni, poi, nell'ultima edizione, (svolta a Brasilia) salite a dieci.

### L'avvento della gestione FIFA e la scissione

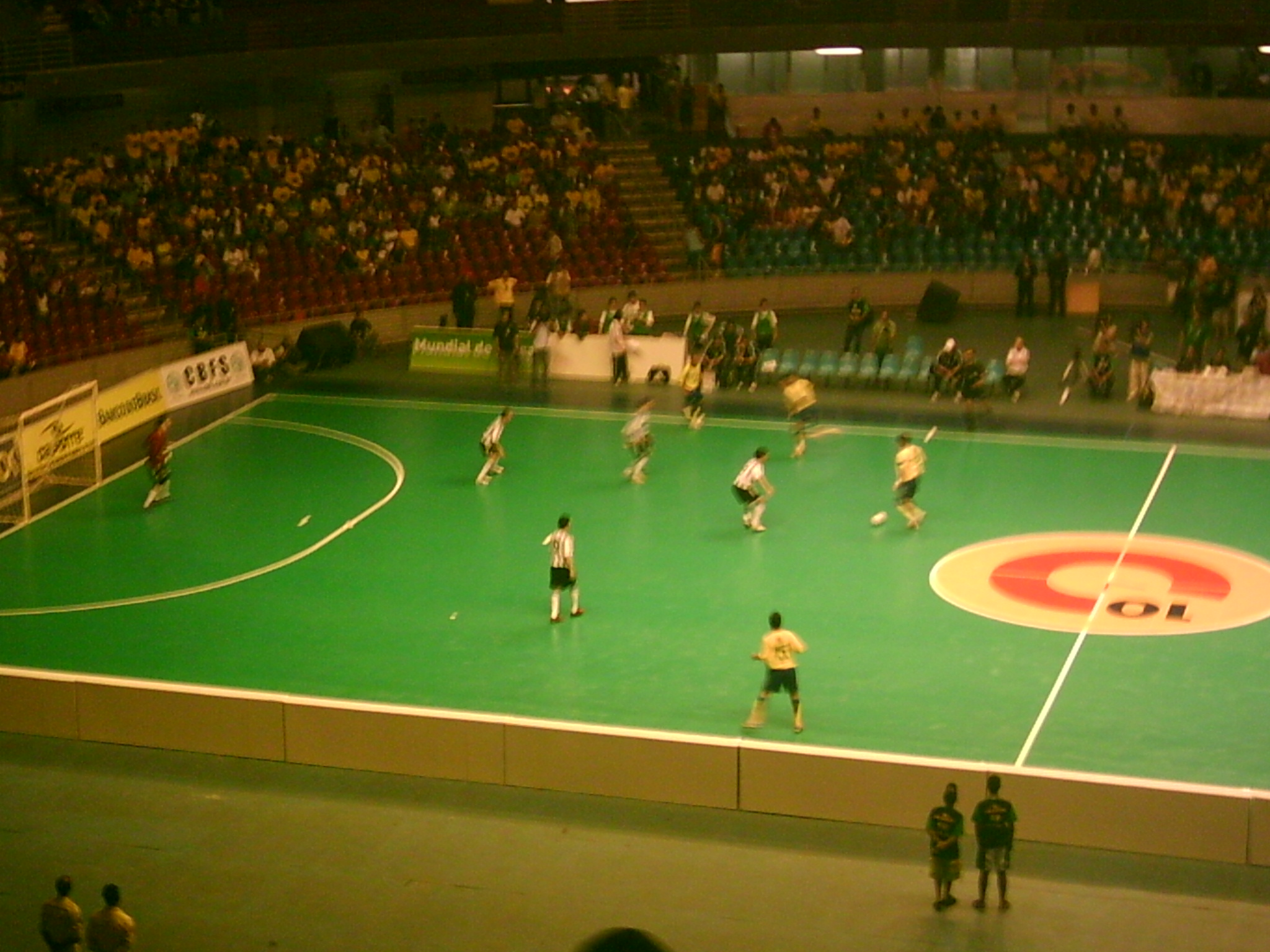
Partita di calcio a 5

La FIFA non appoggiò la disputa del secondo Mondiale in Spagna del 1985, poiché il suo obiettivo era quello di promuovere la propria versione del calcio a 5, chiamata futbol 5. Per questo arrivò anche a vietare l'utilizzo della parola "football" ("futbol" in spagnolo) per indicare il gioco del calcio a 5 praticato sotto l'egida della FIFUSA. La Federazione Internazionale decise, quindi, sempre nel 1985, di utilizzare l'acronimo fut-sal, che presto si diffuse e sostituì anche futbol 5.
Dove la versione di stampo brasiliano era più radicata, la FIFA cercò con più forza di promuovere la sua nuova realtà: in Argentina venne organizzato dalla Asociación del Fútbol Argentino, in collaborazione con la FIFA, il primo campionato di futbol 5, che trovò terreno nell'area della Capitale Federale dove la federazione nazionale impose ai club di iscrivere una squadra anche in questo sport. Negli anni successivi fu modificata la linea guida della federazione argentina, che non impose iscrizioni obbligatorie, ma vietò ai propri tesserati di partecipare alle attività della Confederación Argentina de Fútbol de Salón (CAFS). Questa mossa costrinse le principali formazioni di club argentine ad abbandonare la CAFS, della quale erano state tra le fondatrici nel 1975. LA CAFS, nello stesso 1986, nella causa contro la AFA e la FIFA, ottenne dalla Confederación Argentina de Deportes (C.A.D.) la risoluzione n. 13, in cui veniva definita come l'unica entità preposta alla gestione del calcio a 5.
Nel 1988 il calcio a 5 divenne infine una disciplina riconosciuta ufficialmente dalla FIFA, che decise di gestirlo attraverso un Comitato per il Futsal. Il 23 novembre 1989 a Rio de Janeiro si tenne una riunione della FIFUSA con l'intenzione di votare lo scioglimento della federazione e il confluire nella FIFA: al voto favorevole di sette federazioni, tra cui quella brasiliana, si opposero dodici federazioni, tra cui il Paraguay, che si fece promotore di una campagna di dissenso verso questo assorbimento, inalberando motivazioni legate all'autonomia di questo sport: secondo i dirigenti era evidente che i due sport avessero come momento comune solo le parti del corpo da utilizzare per controllare il pallone, mentre, per il resto, la gestione del tempo, il concetto di tiro libero, le sostituzioni volanti ed altre caratteristiche del calcio a 5 lo rendevano fondamentalmente diverso dal calcio a 11. Si era soliti portare ad esempio la distinzione tra tennis e tennis tavolo, che non rientra nella gestione della Federazione Internazionale Tennis. Il 2 maggio 1990, la federazione brasiliana si staccò definitivamente dalla FIFUSA. Il 25 settembre 1990, a Bogotà, venne fondata la Confederacion Panamericana de Futbol de Salon (PANAFUTSAL), di cui facevano parte Paraguay, Colombia, Messico, Uruguay, Argentina, Venezuela, Costa Rica, Puerto Rico e Bolivia, a cui si aggiunsero col tempo Ecuador, Antille Olandesi, Aruba e Canada.
Il congresso tenutosi in Guatemala, nel 2000, tra membri della PANAFUTSAL e della FIFA, mirava alla ricostruzione della disputa tra le due istituzioni e l'affermazione del futsal nella versione pura che aveva fatto appassionare molti in Sudamerica. La firma del protocollo detto "Guatemala 2000", però, non fu seguita da atti concreti e la FIFA perseguì la promozione della propria versione di calcio a 5. La PANAFUTSAL decise così di dare vita ad un nuovo organismo di carattere mondiale, per la salvaguardia dello sport del calcio a 5 nella modalità che si era diffusa in Sudamerica e nel mondo a partire dagli anni 1960. Nel dicembre 2002, venne così fondata ad Asunción la AMF Asociación Mundial de Futsal, che attualmente conta 31 federazioni nazionali affiliate e tre organismi continentali.

### Il calcio a cinque e le manifestazioni multidisciplinari

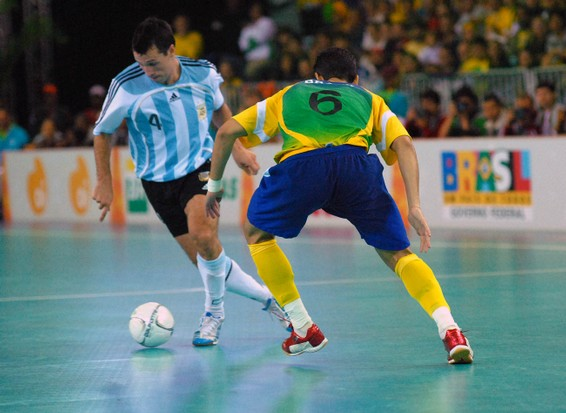
Diego Raul Giustozzi, nazionale argentino impegnato a Rio per i Giochi Panamericani 2007

Il futsal fece il suo esordio nelle grandi manifestazioni internazionali multidisciplinari nel 1994 quando a Valencia ebbe luogo il primo torneo di calcio a 5 ai Giochi sudamericani, dove i padroni di casa ebbero la meglio sugli avversari. In questa edizione, così come in quella successiva, il torneo venne svolto con il regolamento previsto dalla FIFUSA. Nel 1998, invece, per la VI edizione dei giochi a Cuenca in Ecuador, fu la nazionale del Paraguay ad imporsi, in un torneo che valse anche il titolo di campione sudamericano della CSFS.
Nelle successive due manifestazioni (Rio de Janeiro nel 2002 e Buenos Aires nel 2006), il calcio a 5 è stato presente, ma con il regolamento previsto dalla FIFA. Ciò ha messo fine alla presenza del vecchio futsal nei giochi internazionali.
Nell'ottica di potenziamento della presenza delle manifestazioni patrocinate dalla FIFA all'interno del Comitato Olimpico Internazionale (CIO), a partire dalla metà degli anni duemila si è iniziato a parlare di ammissione del futsal all'interno della pletora degli sport olimpici, dopo l'avvenuto ingresso ai giochi sudamericani nel 2002. Il movimento "I want olympic futsal", promosso dalla Federazione Paulista di Futsal e dal portale FutsalPlanet.com ha trovato un primo riscontro nella possibilità di disputare un torneo di calcio a 5 durante i Giochi panamericani del 2007 a Rio de Janeiro, vinti dal Brasile sull'Argentina per 4-1.

### Trofei internazionali legati alla FIFA
Nel 1989 si è giocata nei Paesi Bassi la prima coppa del mondo di calcio a 5 denominata FIFA Futsal World Championship, vinta dal Brasile che ha poi dominato il torneo anche nelle successive due edizioni. Le edizioni del 2000 e 2004 hanno visto trionfare la Spagna. Nell'ultima edizione del 2008 ha visto tornare alla vittoria il Brasile proprio sui campioni uscenti della Spagna.
Dal 1992 la CONMEBOL ha iniziato ad organizzare il proprio campionato sudamericano, vinto sempre dal Brasile ad esclusione dell'ultima edizione del 2003 dove ha trionfato l'Argentina. Dello stesso anno è il primo torneo simile organizzato in Oceania per la definizione della nazionale campione continentale e qualificata per il mondiale.
Dal 1996 la UEFA organizza un torneo continentale per nazioni denominato inizialmente European Futsal Tournament e dal 1998 UEFA Futsal Championship, che ha visto trionfare la Spagna nelle edizioni 1996, 1999, 2005. Nello stesso anno si sono svolti anche i primi trofei continentali di CONCACAF e CAF. L'Asian Football Confederation ha istituito un proprio trofeo continentale solo dal 1999, a cadenza annuale.
Nel 2009, su iniziativa della Federazione calcistica della Libia, sull'onda dell'entusiasmo per la vittoria nel campionato continentale e la partecipazione al mondiale, è nata la Futsal Confederations Cup, attualmente solo "approvata" dalla FIFA, che ricalca il modello della Confederations Cup calcistica.
Dal 2001 la UEFA organizza un torneo per formazioni di club chiamato Coppa UEFA a cui accedono tutte le squadre vincenti i rispettivi campionati nazionali. Il trofeo ha sostituito l'European Champions Tournament, una manifestazione non ufficiale a invito disputata tra il 1985 e il 2001.

### La situazione attuale e il fenomeno della "naturalizzazione"
Nel mondo del calcio a 5 ci sono attualmente due grandi poli che attraggono l'interesse della maggior parte degli addetti ai lavori ma anche degli appassionati: in primo luogo vi è ovviamente il Brasile, in secondo luogo e in fortissima ascesa la Spagna.
Il Brasile ha oramai regolamentato la propria attività di club istituendo la Liga Futsal dove si affrontano molti dei migliori giocatori brasiliani tra cui ad esempio Falcão. La Spagna a sua volta alla fine degli anni 1980 ha istituito un campionato unico nazionale che dal 1995/1996 si svolge a girone unico. La Division de Honor della LNFS spagnola raccoglie ormai i migliori talenti del calcio a 5 mondiale e le sue squadre sono sempre tra le favorite nelle competizioni internazionali a cui partecipano. La maggiore disponibilità finanziaria per gli sport in generale ha fatto sì che molti giocatori sudamericani, tra i migliori di questo sport, migrassero nel vecchio continente andando ad infoltire le migliori formazioni europee, ne è dimostrazione l'andamento della Coppa Intercontinentale di calcio a 5 che nelle ultime 6 edizioni ha visto quattro successi europei contro i due sudamericani.
A seguito di questa migrazione sportiva si è prodotto un altro fenomeno: aiutati dagli avi provenienti dal vecchio continente, diversi giocatori sudamericani hanno ottenuto la cittadinanza di paesi come Spagna, Portogallo e Italia. Quest'ultima ha fatto pesare in maniera determinante questo fenomeno di "naturalizzazione": gli oriundi hanno portato all'Italia il titolo europeo del 2003 e nel 2014, e sono arrivati a disputare la finale del mondiale nel 2004 quando per l'infortunio a Gianfranco Angelini, nessun giocatore sceso in campo per la nazionale azzurra era nato in Italia. Il fenomeno delle naturalizzazioni è stato sfruttato anche da altri paesi europei quali il Portogallo e in maniera molto minore la Spagna, ma ultimamente ha preso piede in nazioni solitamente estranee a queste operazioni quali la Russia (Cirilo e Pele Junior sono stati determinanti per portare i russi in semifinale all'Europeo 2007).

## Posizioni e ruoli dei giocatori
Nel calcio a 5 si possono individuare diverse posizioni e diversi ruoli per i giocatori in campo.
Il portiere ha l'obiettivo di impedire che la palla entri in porta durante la partita. Nella propria metà campo ha solo quattro secondi (scanditi sia ad alta voce che con le dita da parte dell'arbitro) di possesso palla a seconda della situazione di gioco:
- Rimessa dal fondo: il portiere ha quattro secondi per rimettere in gioco la palla utilizzando le mani.
- Retropassaggio: il portiere ha quattro secondi di possesso palla con i piedi e non può ricevere nuovamente un passaggio nella stessa azione di gioco da un compagno di squadra a meno che:
  1. La palla viene toccata da un avversario.
  2. Il portiere riceve palla nella metà campo offensiva.

Il difensore o ultimo o centrale o fisso o play si posiziona davanti al portiere e al centro del campo come ultimo difensore in campo. Questo giocatore è solitamente quello che imposta il gioco e, in particolari situazioni, lo finalizza. Si distingue per le ottime abilità nella tecnica individuale (ad esempio ricezione e trasmissione della palla) e per le capacità fisiche (ad esempio i contrasti).
L'intermedio o ala o laterale si posiziona sulle fasce laterali del campo. Partecipa alla fase difensiva e offensiva del gioco e, solitamente, si distingue per le ottime abilità nella tecnica individuale (ad esempio dribbling) e per le capacità fisiche (ad esempio rapidità e velocità).
Il pivot o boa è il giocatore che si posiziona più vicino alla porta avversaria che svolge funzioni prettamente offensive. Si distingue per le capacità fisiche (ad esempio protezione della palla) e di tecnica individuale (ad esempio il tiro).
Il portiere di movimento è un ruolo particolare che afferisce alle situazioni speciali (in questo caso a quelle che concernono la superiorità numerica) e che viene utilizzato con due differenti obiettivi segnare una rete e mantenere il possesso palla. Il portiere di movimento deve rispettare le stesse regole del portiere di ruolo e, al momento del suo ingresso in campo, deve indossare una maglietta dello stesso colore di quella del portiere di ruolo seppur con il numero personale del giocatore che la indossa (in modo tale da distinguersi visivamente dagli altri giocatori di movimento, ma essere comunque identificato univocamente per numero dai direttori di gara).

## Tattica individuale e collettiva: principi difensivi e principi offensivi
Per tattica si intende il modo di agire e di comportarsi che viene considerato il più adeguato e conveniente per raggiungere un determinato fine o risultato [...]. Negli sport a squadre, lo schieramento che un allenatore fa assumere agli atleti a sua disposizione per impostare una determinata condotta di gara durante una partita.
La tattica può essere allenata, applicata e studiata come una sorta di "comportamento in campo" adottato sia a livello del singolo individuo o giocatore, ovvero la tattica individuale (ad esempio il posizionamento del difendente nell'1vs1), sia da parte due o più giocatori, ovvero la tattica collettiva (ad esempio le disposizioni per la difesa del 3vs4, ovvero la difesa dell'inferiorità numerica dopo un'espulsione).

## Principi difensivi individuali
Si riferiscono ad azioni difensive di tipo individuale in cui la squadra si ritrova senza il possesso della palla.
Il ripiegamento o la transizione difensiva è un movimento effettuato verso la propria porta non appena si ha la perdita del possesso della palla e può essere effettuato in due modalità:
- Intensivo: quando la palla è vicina alla propria porta (ad esempio nella metà campo difensiva).
- Non intensivo: quando la perdita della palla avviene in un'area lontana dalla nostra porta (ad esempio nella metà campo offensiva).

A sua volta, a seconda della posizione dei giocatori, il ripiegamento può essere anche suddiviso in:
- Posizionale: quando ogni giocatore recupera la sua posizione originaria in campo.
- Non posizionale: quando il giocatore rimane nella zona in cui si trova nel momento in cui l'azione offensiva (durante la quale la sua squadra era in possesso della palla) è terminata.

Si configura dunque come un movimento in arretramento per impedire agli avversari di attaccare la profondità dietro la propria linea di difesa (attraverso una conduzione, un movimento senza palla o un passaggio).
La pressione è un'azione rivolta nei confronti del proprio diretto avversario al fine di ritardarne, ostacolarne o impedirne la conduzione o il passaggio. Può variare di intensità a seconda delle disposizioni dell'allenatore o della zona di campo in cui viene eseguita e si differenzia dal contrasto indiretto o temporeggiamento in quanto si effettua direttamente sulla palla.
La marcatura è un'azione eseguita dal difendente sugli avversari per impedire loro la conduzione o la ricezione della palla e si possono differenziare tre tipi diversi di marcatura:
- Individuale o a uomo: quando ogni giocatore ha il compito di marcare il proprio diretto avversario indipendentemente dalla posizione in campo del difendente o attaccante.
- A zona: quando ogni giocatore difende la sua zona di campo e marca l'avversario che occupa la zona a lui assegnata.
- Mista: quando si adottano la marcatura sia di tipo individuale o a uomo che a zona (ad esempio marcatura a zona nella metà campo offensiva e marcatura individuale o a uomo nella metà campo difensiva).

L'intercettazione è un'azione effettuata dal difendente per impedire alla palla di raggiungere la propria porta o un avversario attraverso il cambiamento o interruzione della traiettoria della trasmissione di palla. Si differenzia dall'anticipo in quanto è un'azione che viene eseguita direttamente sulla palla e non sull'avversario ricevente.
Il contrasto è un'azione effettuata da un difendente su un avversario con l'intenzione di prendergli la palla e può essere effettuato in due modalità:
- Diretto: quando si ha un tentativo fisico di recupero della palla da parte del difendente (ad esempio il tackle).
- Indiretto o temporeggiamento o presa di posizione: quando si ha una marcatura sull'avversario in possesso della palla in modo tale da poter intervenire con un contrasto di tipo diretto (ad esempio il posizionarsi di fronte all'avversario in possesso della palla) o in modo tale da impedire la ricezione del passaggio da parte di un compagno di squadra avversario (ad esempio mettendo “in ombra” un possibile ricevente posizionandosi sulla linea immaginaria tra palla-possibile ricevente).

Si differenzia dalla pressione in quanto si effettua sull'avversario.
L'anticipo è un'azione che prevede un movimento anticipato rispetto al diretto avversario in modo da frapporsi tra lui e la palla nel momento in cui il diretto avversario sta per ricevere un passaggio da un suo compagno. Essa si configura come una presa di posizione davanti all'avversario non in possesso palla quando viene effettuato un passaggio a lui indirizzato in modo tale da intercettare la palla prima che raggiunga la sua destinazione. Si differenzia dall'intercettazione in quanto si effettua direttamente sull'avversario.
La sorveglianza o vigilanza o attenzione o concentrazione è un'azione di osservazione visiva dei difendenti, compiuta in fase di marcatura, nei confronti degli avversari che non partecipano direttamente o attivamente all'azione. Essa si configura come una ricerca visiva della posizione, da parte dei difendenti, dei loro diretti avversari (ad esempio gli avversari su lato debole o dietro le spalle) per poter eseguire una marcatura più efficace ed evitare la ricezione o anticipo degli attaccanti stessi.

## Principi difensivi collettivi
Si riferiscono ad azioni difensive di tipo collettivo in cui la squadra si ritrova senza il possesso della palla.
La copertura è un'azione di aiuto o supporto nei confronti di un compagno di squadra che è in marcatura del diretto avversario in modo da raddoppiare o prendere la marcatura sull'avversario marcato dal compagno.
Il cambio di marcatura è un'azione di scambio della marcatura del diretto avversario, che viene assegnato a un compagno di squadra, per marcare l'avversario su cui era presente la marcatura del compagno stesso (ad esempio per la difesa a zona o in seguito a dei blocchi).
Il pressing è un'azione effettuata nei confronti della squadra avversaria al fine di ritardarne, ostacolarne o impedirne la conduzione della palla, il passaggio o il possesso della palla attraverso le marcature dei diretti avversari.Si differenzia dalla pressione in quanto si effettua in modo collettivo e si caratterizza per il poter essere sia un principio difensivo che un principio offensivo.
Lo scaglionamento difensivo è un'azione effettuata dalla squadra in difesa per evitare di disporsi su una sola linea difensiva in modo tale che, se tale linea fosse superata dagli avversari, vi sia la presenza di un'altra linea pronta a difendere.

## Principi offensivi individuali
Si riferiscono ad azioni offensive di tipo individuale in cui la squadra si ritrova con il possesso della palla.
Il blocco è un'azione fisica di impedimento del movimento del diretto avversario con lo scopo di facilitare il movimento o il tiro di un proprio compagno di squadra (come nella disciplina del basket).
Il dribbling è un movimento con cui il giocatore in possesso palla supera il diretto avversario o marcatore.
La conduzione o guida della palla è un movimento con cui il giocatore in possesso palla controlla e porta o muove la palla all'interno del rettangolo di gioco.
Il tiro o calcio è un movimento con cui il giocatore in possesso palla calcia quest'ultima verso la porta avversaria.
Il passaggio o trasmissione della palla è un movimento con cui il giocatore in possesso palla trasmette quest'ultima a un suo compagno di squadra.
Il supporto è un movimento con lo scopo di offrire aiuto a un compagno di squadra che ha il possesso palla e si distingue in tre differenti tipologie a seconda della posizione del giocatore non in possesso di palla:
- Sostegno: quando il compagno si trova dietro o sotto la linea della palla (ad esempio per cambiare il lato offensivo dell'azione)
- Vertice: quando il compagno si trova davanti o sopra la linea della palla (ad esempio per attaccare la profondità e guadagnare campo)
- Appoggio: quando il compagno si trova sulla stessa linea della palla (ad esempio per attaccare uno dei due lati del campo)

Lo smarcamento è un movimento compiuto da un giocatore per allontanarsi dal diretto avversario e cercare di trovare un vantaggio posizionale (ad esempio per ricevere palla senza la marcatura avversaria) o spaziale (ad esempio per ricevere palla in profondità o nella metà campo avversaria) e può essere distinto in due categorie differenti:
- Semplice: quando si effettua con un movimento monodirezionale o unidirezionale oppure senza una variazione di velocità o ritmo (ad esempio una corsa in ampiezza a velocità costante).
- Complesso: quando si effettua un movimento pluridirezionale oppure con una variazione di velocità o ritmo (ad esempio un contromovimento composto da un primo movimento corto a ritmo blando e incontro al possessore di palla seguito da un movimento veloce per attaccare la profondità).

L'attacco dello spazio è un'azione che prevede lo sfruttamento dello spazio lasciato libero dalla squadra avversaria (ad esempio per errori difensivi) o dai propri compagni di squadra (ad esempio attraverso movimenti offensivi come le rotazioni) per poi occuparlo e sfruttarlo per attaccare la porta avversaria e si distingue in tre diverse categorie a seconda del tipo di spazio attaccato:
- Attacco della profondità: quando un attaccante attacca uno spazio che si trova oltre la linea difensiva avversaria per costringere la difesa ad arretrare.
- Attacco dell'ampiezza: quando un attaccante attacca uno spazio che si trova vicino alla linea laterale del campo per costringere la difesa avversaria ad allargarsi e a lasciare spazio tra i difensori stessi.
- Attacco tra le linee: quando un attaccante attacca uno spazio che si trova tra le linee difensive avversarie per costringere la difesa avversaria ad avanzare, arretrare, allargarsi o stringersi verso il ricevente e disorganizzare la difesa avversaria stessa.

Si differenzia dallo scaglionamento offensivo in quanto si effettua in modo individuale.

## Principi offensivi collettivi
Si riferisce ad azioni offensive collettive in cui la squadra si ritrova con il possesso della palla.
L'azione offensiva è un'azione che ha come scopo il segnare un gol nella porta avversaria e si può suddividere in tre fasi distinte:
- Fase di impostazione o fase di uscita dal pressing avversario: quando la squadra in possesso palla cerca di consolidare il possesso della palla (o uscire dal pressing avversario) nella propria metà campo per poi portare i giocatori nella metà campo avversaria senza perdere il possesso palla.
- Fase di elaborazione o sviluppo: quando la squadra in possesso palla, dopo aver consolidato il dominio della sfera e le posizioni offensive dei giocatori nella metà campo offensiva, cerca di trovare lo spazio adatto (sia con movimenti senza palla sia con movimenti con la palla) per arrivare a calciare in porta.
- Fase di finalizzazione: quando la squadra in possesso palla arriva a calciare verso la porta avversaria.

Il contrattacco o ripartenza o transizione offensiva o contropiede è un'azione di attacco della difesa avversaria dopo aver recuperato il possesso della palla che si configura come un processo il più rapido possibile in modo tale che, dopo il recupero della palla, la squadra che l'ha conquistata possa guadagnare superiorità a livello numerico (ad esempio 3 vs 2), posizionale (ad esempio sfruttare l'ampiezza per colpire nel lato scoperto della difesa) e spaziale (ad esempio attaccare la profondità con una conduzione di palla) ed evitare così il ripiegamento difensivo della squadra avversaria.
La rotazione consiste in una serie di movimenti di scambio della posizione in campo da parte di due o più giocatori di una squadra per disorganizzare le dirette marcature, le coperture e le linee difensive avversarie con l'obiettivo di sfruttare lo spazio e attaccare la porta avversaria.
La conservazione o mantenimento del possesso di palla è un'azione che prevede il mantenere il controllo della palla al fine di raggiungere l'obiettivo prefissato, sia che si tratti di segnare un gol sia di mantenere il possesso palla in una situazione di vantaggio nel punteggio.
Lo scaglionamento offensivo è la disposizione in campo della squadra in attacco tale per cui essa si dispone in modo tale da avere più linee offensive e più giocatori possibili tra le linee difensive avversarie così da costringere la difesa avversaria ad avanzare, arretrare, allargarsi o stringersi verso i possibili riceventi e dunque disorganizzare la difesa avversaria stessa. Si differenzia dall'attacco tra le linee in quanto si effettua in modo collettivo.
L'imprevedibilità è la capacità e abilità di differenziazione e improvvisazione della squadra attaccante (o dell'attaccante) con lo scopo di disorientare e disorganizzare la squadra difensiva (o il difendente) per guadagnare un vantaggio numerico, spaziale o di punteggio e si configura come un principio offensivo sia di tipo individuale sia di tipo collettivo.
Il pressing è un'azione effettuata nei confronti della squadra avversaria al fine di ritardarne, ostacolarne o impedirne la conduzione della palla, il passaggio o il possesso della palla attraverso le marcature dei diretti avversari e si differenzia dalla pressione in quanto si effettua in modo collettivo e si caratterizza per il poter essere sia un principio offensivo che un principio difensivo.

## Regole
Le regole ufficiali del gioco del calcio a 5 (in inglese Futsal Laws of the Game, Regole del Gioco) sono 17 e sono pubblicate dalla FIFA.
Le regole nella loro base sono simili a quelle del calcio a 11: il gioco è possibile con tutte le parti del corpo, ad esclusione degli arti superiori. Il punto viene chiamato goal e si effettua spingendo la palla oltre l'area delimitata dai pali e dalla traversa. La principale differenza di questo sport rispetto al calcio è che non vi è il fuorigioco, le rimesse laterali vengono effettuate con i piedi ed è possibile operare un numero illimitato di sostituzioni. Inoltre, contrariamente a quanto avviene nel calcio, in ognuno dei due tempi di gioco ogni squadra può richiedere un time-out di un minuto. Diversa è anche la gestione dei falli: le infrazioni sono principalmente le stesse del calcio ma, similmente a quanto avviene per esempio nel basket, dal sesto fallo commesso in un solo tempo viene accordato un tiro libero diretto senza la possibilità di formare una barriera.
Le regole base sono da applicarsi a tutti i livelli del calcio a 5, anche se sono consentite alcune modifiche alle dimensioni del terreno di gioco, dimensione, peso e materiale del pallone, dimensioni delle porte, durata dei periodi di gioco e numero delle sostituzioni per partite tra giocatori con meno di 16 anni, donne, calciatori veterani (oltre i 35 anni) o portatori di handicap, a patto che vengano rispettati i principi fondamentali del gioco. Altre modifiche, invece, devono ottenere il consenso dell'IFAB.
Le odierne 17 regole riguardano:
1. Il rettangolo di gioco
2. Il pallone
3. Il numero dei calciatori
4. L'equipaggiamento dei calciatori
5. L'arbitro e il secondo arbitro
6. Il cronometrista e il terzo arbitro
7. La durata della gara
8. L'inizio e la ripresa del gioco
9. Il pallone in gioco e non in gioco
10. La segnatura di una rete
11. Falli e scorrettezze
12. Calci di punizione
13. Falli cumulativi
14. Il calcio di rigore
15. La rimessa dalla linea laterale
16. La rimessa dal fondo
17. Il calcio d'angolo.

In aggiunta alle 17 regole, contribuiscono a regolamentare il gioco del calcio le norme aggiuntive del regolamento e anche numerose decisioni dell'IFAB e altre direttive. Inoltre non è una regola, ma una modalità di comportamento definita fondamentale per il gioco del calcio, il fair play, per il quale la FIFA ha creato una campagna d'informazione e stilato un codice di condotta.
Una partita di calcio a 5, che dura 40 minuti, si disputa in due tempi di 20 minuti effettivi ciascuno e si svolge sotto il controllo di due arbitri, che hanno «la piena autorità necessaria per far osservare le Regole del Gioco nell'ambito della gara che è chiamato a dirigere» e le cui decisioni sono inappellabili.

### Differenza di regolamento tra FIFA e AMF
Le principali differenze tra la versione di calcio a 5 della AMF e quella della FIFA sono:
| Regola                         | Federazione | Federazione |
| Regola                         | A.M.F. | F.I.F.A. |
| ------------------------------ | --- | --- |
| Dimensioni                     | minime 36 × 18 m massime 40 × 20 m | minime 38 × 18 m massime 42 × 22 m |
| Punto di tiro libero           | a 9 metri dal centro della porta | a 10 metri dal centro della porta |
| Pallone                        | Misura 3, sferico di circonferenza tra i 58 e i 60 cm peso tra i 400 e i 470 grammi Lasciato cadere da 2 m di altezza, al primo rimbalzo non deve superare i 30 cm, al secondo deve rimanere tra i 10 e i 15 cm | Misura 4, sferico di circonferenza tra i 62 e i 64 cm peso tra i 400 e i 440 grammi Lasciato cadere da 2 m di altezza, al primo rimbalzo non deve superare i 65 cm e non deve rimanere sotto i 50 cm, deve portare la dicitura "FIFA approved", "FIFA inspected" o "International matchball standard" |
| Falli cumulativi               | Sono ammessi 9 falli cumulativi per ogni frazione di gara, oltre verrà battuto un calcio di punizione diretto dal punto di "tiro libero", la segnalazione verrà effettuata al cronometrista apponendo una bandiera rossa dal lato del banco del cronometrista presso la panchina della squadra che ha commesso l'infrazione.                                                                  | Sono ammessi 5 falli cumulativi per ogni frazione di gara, oltre verrà battuto un calcio di punizione diretto dal punto di "tiro libero"(oppure se il fallo viene commesso in un punto più vicino alla linea di porta rispetto al tiro libero, la squadra che ne usufruisce può scegliere se tirare dal punto del tiro libero o dal punto in cui è avvenuta l'infrazione avversaria: nel secondo caso, la procedura sarà la stessa di un tiro libero, quindi senza barriera e tirando direttamente verso la porta avversaria senza secondi tocchi da parte di un giocatore non incaricato di calciare, dato che va identificato il tiratore prima di procedere alla battuta), la segnalazione verrà effettuata dal cronometrista (tramite sirena o fischio) e in mancanza di questi dal primo arbitro (tramite fischio e indicazione con la mano). Il cronometrista appunterà un cartello di colore rosso con la scritta "5" sul lato della panchina della squadra che ha commesso i 5 falli e segnalerà sull'apposito tabellone elettronico o cartaceo il numero di falli commessi. In caso di mancanza del cronometrista, il primo arbitro segnalerà con la mano aperta per indicare i 5 falli, dirà ad alta voce "5 falli" e la segnalazione sarà riportata sul tabellone elettronico. |
| Portiere                       | Il portiere è libero di toccare la sfera fuori dall'area di rigore con le stesse modalità di un normale giocatore, con il limite di gioco esclusivo nella propria metà campo. | Il portiere è libero di toccare la sfera fuori dall'area di rigore con le stesse modalità di un normale giocatore, con il limite che una volta rilanciato non lo può più toccare, limite che decade qualora il portiere si trovi nella metà campo avversaria o dopo che qualsiasi altro giocatore tocchi il pallone. All'interno della propria metà campo il portiere può controllare per soli quattro secondi scaduti i quali sarà accordato un calcio di punizione indiretto a favore della squadra avversaria. |
| Rilancio del portiere          | Non è ammesso il rilancio del portiere di mano oltre la metà campo, a meno che prima la sfera non abbia toccato terra o un giocatore che si trovi sul terreno di gioco. In caso contrario il rilancio verrà sanzionato con una rimessa laterale nel punto più vicino al fallo. | È ammesso il rilancio del portiere di mano oltre la metà campo anche senza che la sfera tocchi terra o un qualsiasi altro giocatore in campo. |
| Gioco nella propria metà campo | Una volta che il portiere si sarà spossessato del pallone, la squadra in attacco avrà 15 secondi per passare la linea di centrocampo. In caso contrario verrà sanzionato con una rimessa laterale nel punto più vicino al fallo. | Non ci sono limiti di gioco nella propria metà campo. L'unica limitazione è per il portiere che non può controllare il pallone per più di quattro secondi nella propria metà campo. |
| Carico di falli personali      | Il giocatore che si caricherà di cinque (5) falli nel corso di una partita verrà ritenuto dall'arbitro impossibilitato a proseguire l'incontro, mostrandogli il cartellino Azzurro. Tale giocatore potrà essere comunque immediatamente sostituito da un compagno, tutti i falli sono di 1ª, quindi l'arbitro ad ogni punizione dovrà sempre calcolare la distanza di 3 metri dalla barriera. | Non ci sono limiti di falli per un singolo giocatore. |

## Competizioni

### Competizioni per selezioni nazionali

#### AMF
- AMF Futsal World Cup
- FEF European Championship

#### FIFA
- FIFA Futsal World Cup
- Copa América
- UEFA Futsal Championship

## Calcio a 5 nel mondo

### Calcio a 5 in Italia

#### FIGC
In Italia si disputa un regolare campionato italiano di calcio a 5 dal 1984, organizzato dalla Divisione Calcio a 5 della FIGC. Tale torneo è diviso in quattro serie nazionali (Serie A, A2 Elite, A2 e B) e tre categorie regionali (Serie C1, Serie C2 e Serie D). La nazionale italiana, anche se con un utilizzo di giocatori naturalizzati, negli ultimi anni ha svolto un ruolo di primaria importanza nei tornei internazionali, laureandosi campione d'Europa nel 2003 a Caserta e nel 2014 ad Anversa, ed arrivando a disputare la finale del torneo mondiale nel 2004 a Taiwan, persa contro la Spagna.

#### FIFS
La Federazione Italiana Football Sala, nota anche con l'acronimo di FIFS, è la federazione sportiva italiana che si occupa di promuovere in Italia il football sala, calcio a 5 indoor o futsal (spagnolo: fútbol de salón o microfutbol), giocato con il Regolamento dell'Asociación Mundial de Futsal (AMF). Organizza campionati, tornei nazionali, internazionali e amichevoli per squadre/rappresentative nazionali e di club, eventi amatoriali e competizioni per diversamente abili. Inoltre, ha organizzato cinque volte (dal 1992 al 1996), in collaborazione con The Walt Disney Company Italia, il Trofeo Topolino Ha sede a Milano e l'attuale presidente è Axel Paderni, in carica dal luglio 2009. È l'unica federazione sportiva italiana riconosciuta dall'Asociación Mundial de Futsal (AMF) e, quindi, l'unica autorizzata a utilizzare i marchi e i loghi internazionali.

## Calcio a 5 per disabili

### Calcio a 5 per ciechi
Tra le discipline previste dai Giochi paralimpici vi è il calcio a 5 per ciechi. Si disputano due tempi di 25 minuti ciascuno e il campo, di forma rettangolare, è lungo tra i 38 e i 42 metri e largo tra i 18 e i 22 metri. Viene utilizzato un pallone che emette un suono chiaramente udibile dai giocatori. Il portiere non deve soffrire di cecità totale (B-1).